# Liste der Biografien/Grel
Liste der Biografien |
Portal Biografien |
Personensuche
# |
A |
B |
C |
D |
E |
F |
G |
H |
I |
J |
K |
L |
M |
N |
O |
P |
Q |
R |
S |
T |
U |
V |
W |
X |
Y |
Z |
?
 
Ga |
Gb |
Gc |
Gd |
Ge |
Gf |
Gh |
Gi |
Gj |
Gk |
Gl |
Gm |
Gn |
Go |
Gp |
Gq |
Gr |
Gs |
Gu |
Gv |
Gw |
Gy |
Gz
 
Gra |
Grb–Grd |
Gre |
Grg |
Gri |
Grj |
Grk |
Grl |
Grm |
Gro |
Grs |
Gru |
Gry |
Grz
 
Grea |
Greb |
Grec |
Gred |
Gree |
Gref |
Greg |
Greh |
Grei |
Grek |
Grel |
Grem |
Gren |
Grep |
Gres |
Gret |
Greu |
Grev |
Grew |
Grey |
Grez
Die Liste der Biografien führt alle Personen auf, die in der deutschsprachigen Wikipedia einen Artikel haben. Dieses ist eine Teilliste mit 39 Einträgen von Personen, deren Namen mit den Buchstaben „Grel“ beginnt.

## Grel

### Grela
- Grela, Dante (* 1941), argentinischer Komponist und Musikpädagoge
- Grela, Roberto (1913–1992), argentinischer Tangogitarrist und -komponist
- Grelaud, Jean (1898–2007), französischer Veteran

### Greli
- Grelier, Estelle (* 1973), französische Politikerin (PS), MdEP
- Grelin, René (* 1942), französischer Radrennfahrer

### Grell
- Grell, Albert (1814–1891), deutscher Maler und Hochschullehrer
- Grell, Anna-Lena (* 1995), deutsche Handballspielerin
- Grell, Detlef (* 1954), deutscher Journalist, Mitbegründer und Chefredakteur der Computerzeitschrift c’t
- Grell, Eduard (1800–1886), deutscher Komponist und OrganistEduard Grell (1800–1886)

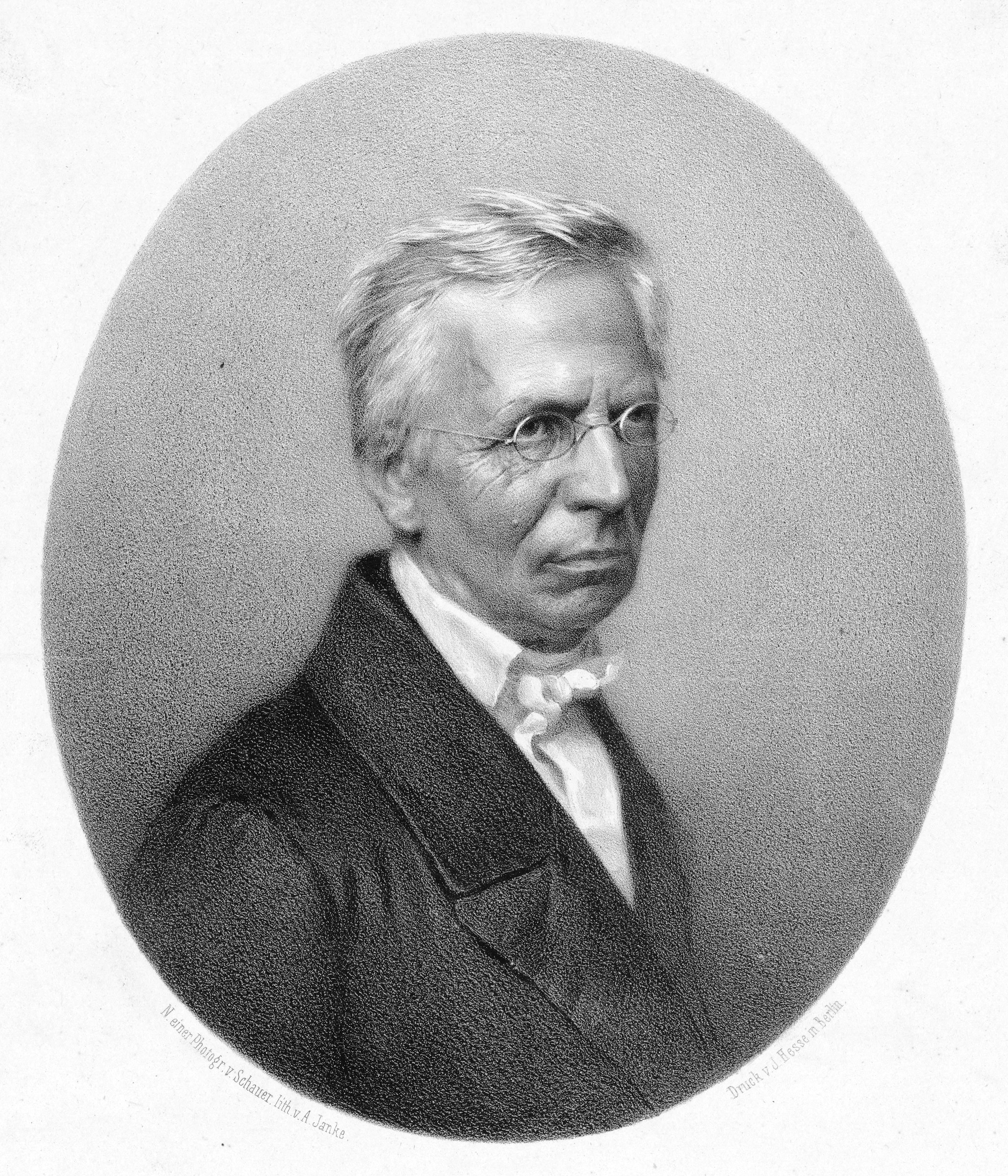
Eduard Grell (1800–1886)

- Grell, Franz (1882–1959), deutscher Drogist, Autor und Politiker
- Grell, Günter (1926–1997), deutscher Parteifunktionär (SED)
- Grell, Günter (1926–1952), deutscher Journalist und Politiker (NDPD)
- Grell, Heinrich (1903–1974), deutscher Mathematiker
- Grell, Heinz (1914–2008), deutscher Jurist, Richter am Bundesgerichtshof
- Grell, Henry (1870–1937), deutscher Architekt
- Grell, Karl (1925–2003), österreichischer Komponist und Dirigent
- Grell, Karl G. (1912–1994), deutscher Zoologe
- Grell, Mike (* 1947), US-amerikanischer Comicautor und -zeichner
- Grell, Ole Peter (* 1950), britischer Historiker
- Grell, Theodor Horst (1909–1987), deutscher NSDAP-Funktionär und Diplomat in der Zeit des Nationalsozialismus
- Grell, Wolfgang (1924–2010), deutscher Theologe
- Grella, Vince (* 1979), australischer Fußballspieler
- Grella-Możejko, Piotr (* 1961), polnischer Komponist
- Grellan, irischer Heiliger
- Grelle, Ernst (1855–1920), deutscher Architekt, Bausachverständiger
- Grelle, Frido (1866–1939), deutscher Schauspieler und Theaterleiter
- Grelle, Friedrich (1835–1878), deutscher Mathematiker
- Grelle, Jim (1936–2020), US-amerikanischer Mittelstreckenläufer
- Greller, Christl (* 1940), österreichische Autorin
- Grellet Du Mazeau, Jean Baptiste Michel (1777–1852), französischer Jurist und Historiker
- Grellety, Rémi, französischer Filmproduzent
- Grelley, Jacques (1936–2014), französischer Autorennfahrer und Unternehmer
- Grellier, Fabien (* 1994), französischer Radrennfahrer
- Grelling, Kurt (1886–1942), deutscher Mathematiker, Logiker und Philosoph
- Grelling, Richard (1853–1929), deutscher Autor und Pazifist
- Grellmann, Heinrich Moritz Gottlieb (1756–1804), deutscher Statistiker und Kulturhistoriker
- Grellmann, Udo (* 1966), deutscher Motorradsportler
- Grellmann, Walter (1888–1963), deutscher Politiker (DNVP) und Mitglied des Sächsischen Landtages
- Grellmann, Wolfgang (* 1949), deutscher Physiker, Werkstoffwissenschaftler und Hochschullehrer